# Liste der Naturdenkmäler in Kaltern
Die Liste der Naturdenkmäler in Kaltern (italienisch Caldaro) enthält die vier als Naturdenkmal ausgewiesenen Objekte auf dem Gebiet der Gemeinde Kaltern in Südtirol.
Basis ist das im Internet einsehbare offizielle Verzeichnis der Naturdenkmäler in Südtirol (Stand: 23. Januar 2015). Dabei kann es sich um botanische, geologische oder hydrologische Naturdenkmäler handeln. Die Reihenfolge in dieser Liste orientiert sich an der ID, alternativ ist sie auch nach dem Namen sortierbar.

## Liste
| Foto |                 | Name                                    | Standort                     | Beschreibung |
| ---- | --------------- | --------------------------------------- | ---------------------------- | --- |
| BW   | Datei hochladen | Eibe beim Ansitz Kampan ID: 030_G01     | 46° 24′ 55″ N, 11° 14′ 8″ O  | Botanisches Naturdenkmal: Der Stamm der Eibe teilt sich in 4 m Höhe in drei Hauptäste. |
| BW   | Datei hochladen | Zypresse ID: 030_G04                    | 46° 24′ 40″ N, 11° 14′ 47″ O | Botanisches Naturdenkmal: Die Krone der Zypresse ist säulenförmig und nicht eingeengt. |
| BW   | Datei hochladen | Zeder und Mammutbaum ID: 030_G05        | 46° 24′ 54″ N, 11° 14′ 49″ O | Botanisches Naturdenkmal: Der Stamm der Himalaya-Zeder (Höhe: 23,5 m; Stammumfang: 3,4 m) teilt sich in halber Höhe, da sie vom Mammutbaum (Höhe: 30 m; Stammumfang: 3,4 m) bedrängt wird. |
| BW   | Datei hochladen | Mammutbaum im Ansitz Kampan ID: 030_G06 | 46° 24′ 56″ N, 11° 14′ 15″ O | Botanisches Naturdenkmal: Mammutbaum mit einem Umfang von 2,9 m und einer Höhe ca. 27 m |

| Foto: | Fotografie des Naturdenkmals. Klicken des Fotos erzeugt eine vergrößerte Ansicht. Daneben finden sich zwei Symbole: |
| ID    | Identifikator bei der Abteilung Natur, Landschaft und Raumentwicklung der Südtiroler Landesverwaltung               |